# Ablaikhan Zhussupov
Ablaikhan Zhussupov est un boxeur kazakh né le 10 janvier 1997.

## Carrière
Sa carrière amateur est principalement marquée par une médaille d'or aux Jeux olympiques de la jeunesse de 2014 ainsi que deux médailles de bronze remportées aux championnats du monde de 2017 dans la catégorie des poids welters et en 2019 dans la même catégorie.

## Palmarès

### Championnats du monde
- Médaille de bronze en -69 kg en 2019 à Iekaterinbourg, Russie
- Médaille de bronze en -69 kg en 2017 à Hambourg, Allemagne

### Championnats d'Asie
- Médaille d'argent en -69 kg en 2017 à Tachkent, Ouzbékistan